# Angela Braly
Angela Braly (* 1. Juli 1961 in Dallas, Texas) ist eine US-amerikanische Managerin. Sie ist Präsidentin und Geschäftsführerin von WellPoint Inc. und Mitglied des Vorstands.
Braly übernahm diesen Posten am 1. Juli 2001. Vorher war sie stellvertretende Geschäftsführerin und Leiterin der Presseabteilung. In dieser Position war sie für das Marketing, die Öffentlichkeitsarbeit und für alle Rechtsfragen verantwortlich.
Bevor sie bei WellPoint arbeitete, war sie als Rechtsanwältin tätig. Sie studierte an der juristischen Fakultät der Texas Tech University und erhielt ihren J.D. von der Southern Methodist University.
2007 verdiente sie 14,86 Millionen $, vor allem mit Aktiengeschäften.
Sie war laut dem US-Wirtschaftsmagazin Forbes im Jahre 2008 die viertmächtigste Frau der Welt.